# 塞呂肯山
47°38′56″N 9°2′0″E / 47.64889°N 9.03333°E

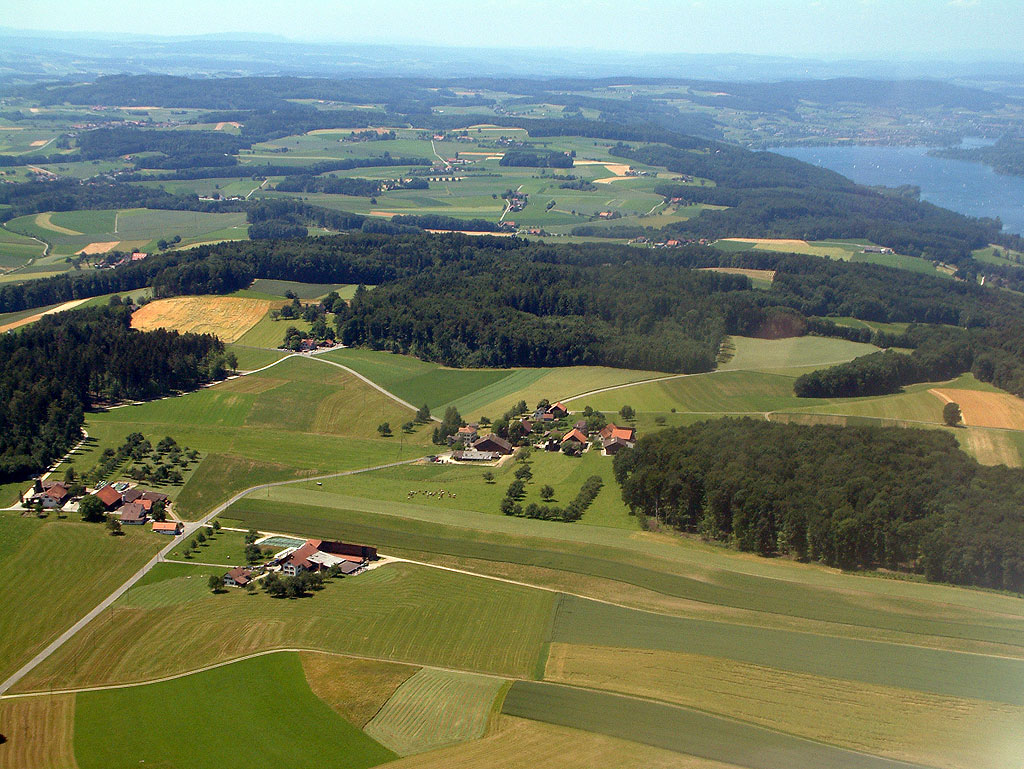

塞呂肯山（Seerücken），是瑞士的山峰，位於該國東北部，由圖爾高州負責管轄，屬於瑞士高原的一部分，海拔高度721米，山體由砂岩組成，每年平均降雨量1,943毫米。